# Mimosa leonardii
Mimosa leonardii là một loài thực vật có hoa trong họ Đậu. Loài này được Rose & Leonard miêu tả khoa học đầu tiên.